# Unió Astronòmica Internacional

En verd, els països membres.

La Unió Astronòmica Internacional (International Astronomical Union, en anglès, o Union Astronomique Internationale en francès) està formada per 9.040 membres individuals i 63 membres nacionals en tot el món. És membre del Consell Internacional de la Ciència. És l'autoritat en matèria de noms d'estels, planetes, i altres objectes celestes, i fenòmens, així com dels estàndards en astronomia.
La UAI va ser fundada el 1919 com una fusió de diferents projectes internacionals, entre ells, la Carte du Ciel, la Unió Solar, i l'Oficina Internacional del Temps. El seu primer president fou Benjamin Baillaud. La seva actual presidenta és Catherine J. Cesarsky.

## Disciplines principals
La UAI coordina 37 comissions i 85 grups de treball sobre diferents temes astronòmics agrupades en 12 disciplines principals.

## Assemblees Generals
L'Assemblea General de la UAI es reuneix cada tres anys.
La XVIIth General Assembly està planejada pel 2009 a Rio de Janeiro (Brasil).
La XXVIIIth General Assembly està planejada pel 2012 a Pequín, Xina.